# Слава Гонконгу
«Слава Гонконгу» (кит. 願榮光歸香港, англ. Glory to Hong Kong) — кантонський марш, неофіційний гімн протестів у Гонконзі. Написаний невідомим музикантом під псевдонімом «Thomas dgx yhl» та іншими на онлайн-форумі LIHKG в серпні 2019 року. Пісню вважають неофіційним гімном гонконгських протестів 2019—2020 років, іноді навіть неофіційним «державним гімном Гонконгу». З часом був перекладений різними мовами, зокрема англійською та іншими.
З тих пір, як на початку червня 2019 року в Гонконзі спалахнули масові протести, протестувальники співали як свої гімни різні пісні, що символізують демократію, такі як, наприклад, «Do You Hear The People Sing» із «Знедолених». «Слава Гонконгу», за словами композитора, створено «для того, щоб підняти моральний дух протестувальників і об'єднати людей». З моменту публікації пісні її співали на більшості демонстрацій.

## Походження назви

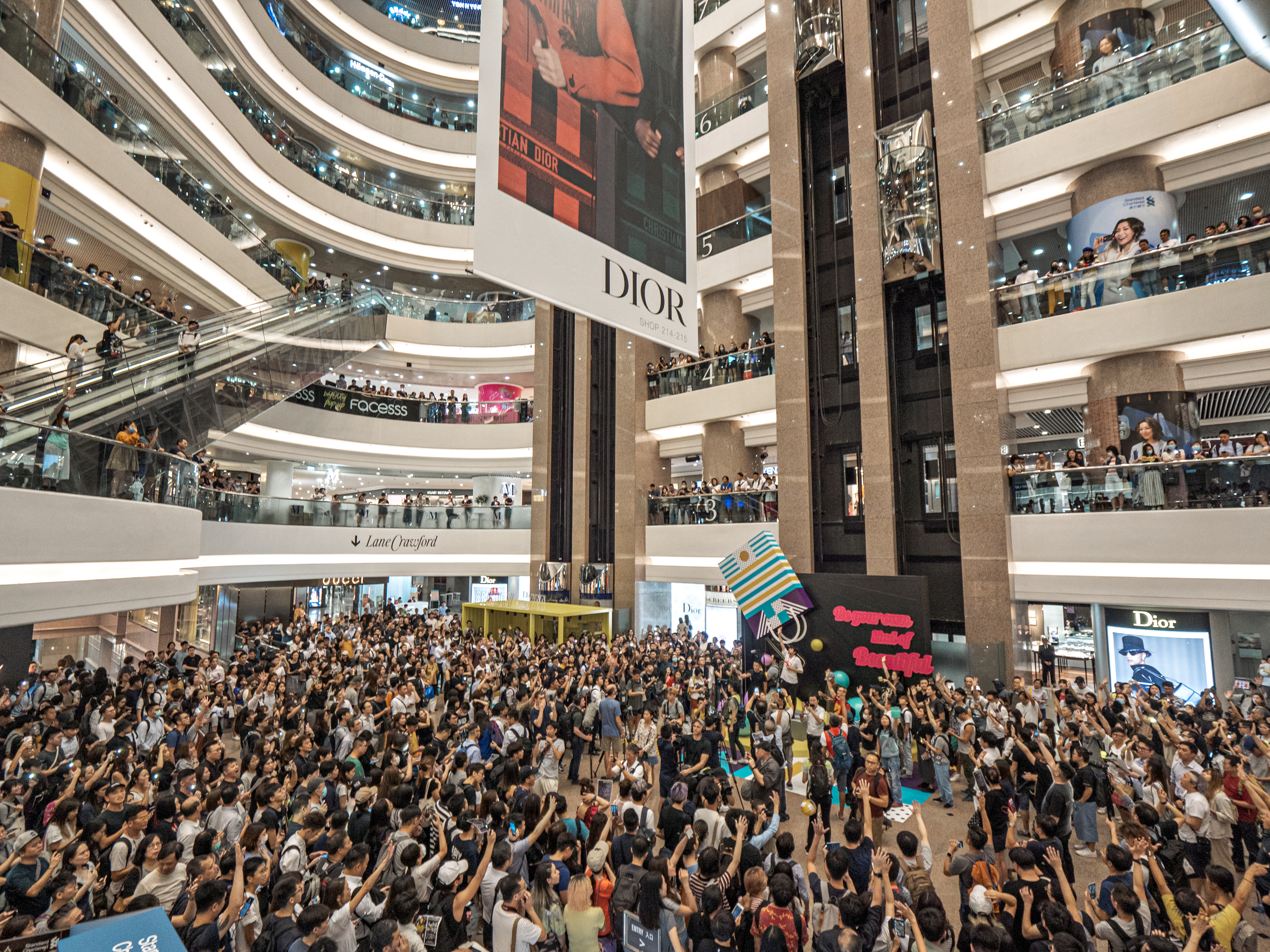
Люди співають пісню на Таймс-сквер, Козуей-Бей

Слово «слава» (榮光) у назві пісні складається з китайських ієрогліфів «честь» (榮) і «яскравість» (光). Цей термін використовувався у віршах Лі Бо та прозі Лу Сіня, крім того, воно є загальним християнським терміном. Композитор зазначив, що він нерелігійний, і описав останнє речення «Слава Гонконгу» (кит.: 我願榮光歸香港, дослівно «Я бажаю, щоб слава повернулася до Гонконгу») як його подвійне бажання: щоб Гонконг міг повернути свою славу в майбутньому, і щоб гонконгці були готові присвятити свою гордість і тріумфи місту.
Хоча це значною мірою архаїзм у сучасній китайській, він все ще широко поширений у в'єтнамській (Vinh quang; 榮光), японській (栄光; eikō) та корейській (кор.: хангиль: 영광, ханча: 榮光, НЛ: yeonggwang).

## Текст
«Слава Гонконгу» складається з чотирьох строф кантонською мовою. Автор стверджує, що для нього значення слів важливіше, ніж римування рядків, і пояснює значення кожної строфи так: Перша строфа урочисто описує придушення та позбавлення основних прав людини, таких як демократія, свобода та справедливість.
Друга строфа також урочисто описує рух проти ELAB, де люди протистоять несправедливості попри те, що проливається кров.
Третя строфа описує наполегливість жителів Гонконгу в темряві та відчаї та відповідно виконується дещо менш урочисто.
Остання строфа з найупізнаванішим девізом «Liberate Hong Kong; revolution of our times» (дослівно «Звільни Гонконг; революція нашого часу») включена в текст та передбачає, що місто поверне свою славу та честь. Вона висловлює надію на майбутнє, збуджено закінчуючи пісню.

### Іншими мовами
У мережі з'явилися різні версії англійської пісні. 11 вересня 2019 року Шек Ґа-Мак, гонконгський експат в Німеччині, випустив німецький текст для пісні. Японський текст пісні був опублікований анонімним японцем 18 вересня 2019 року. Члени Action Free Hong Kong Montreal виконали французьку версію, написану користувачем мережі під псевдонімом «Montreal Guy», яка була завантажена на YouTube 26 вересня 2019 року. Pícnic per la República випустили та заспівали каталонську версію 24 жовтня 2019 року перед китайським консульством у Барселоні. Тайванська версія вперше виконана інді-гуртом The Chairman під час концерту солідарності в Тайбеї 17 листопада 2019 року.
Української версії пісня поки не має.

## Використання

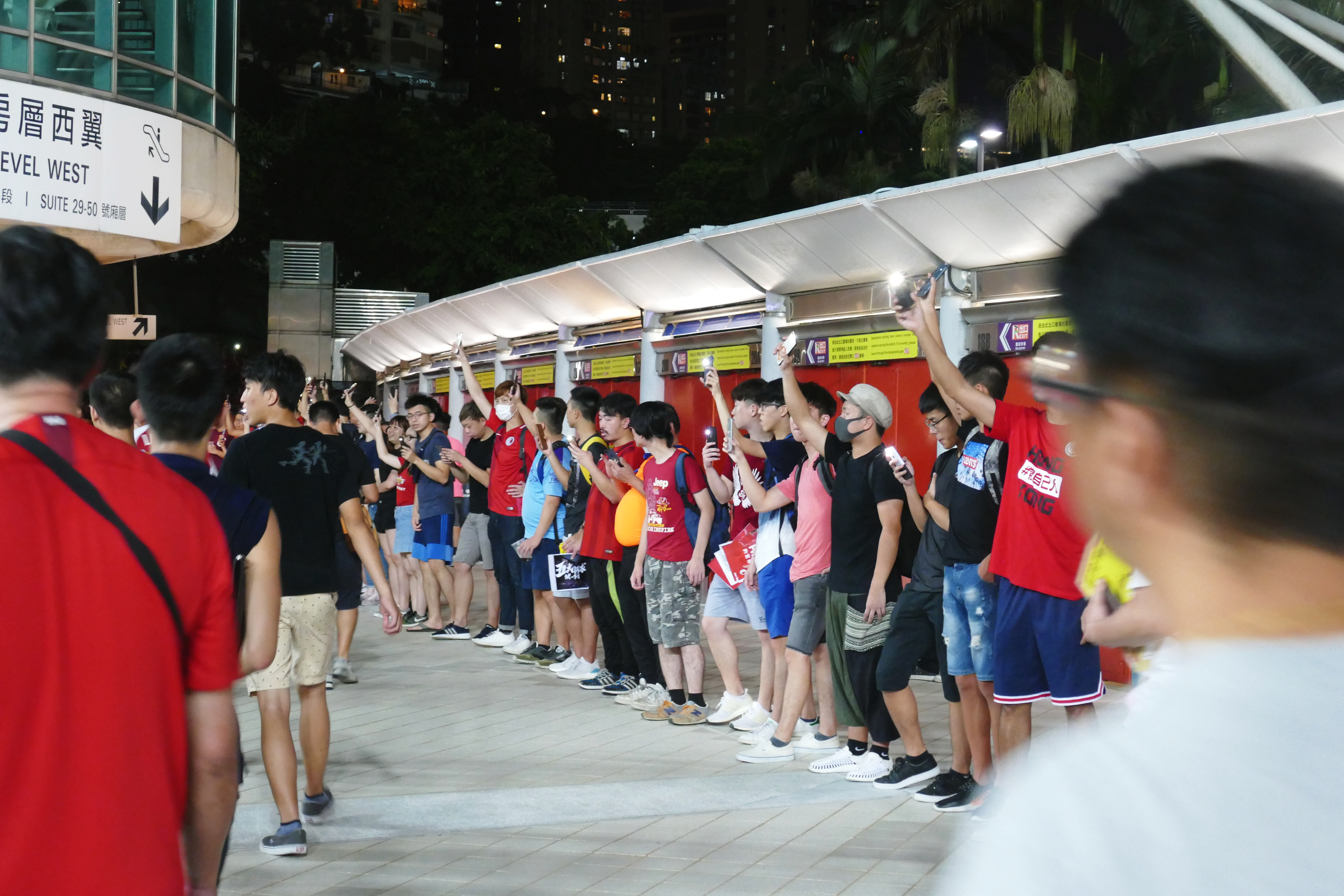
Футбольні вболівальники співають пісню під час матчу Гонконгу проти Ірану 10 вересня

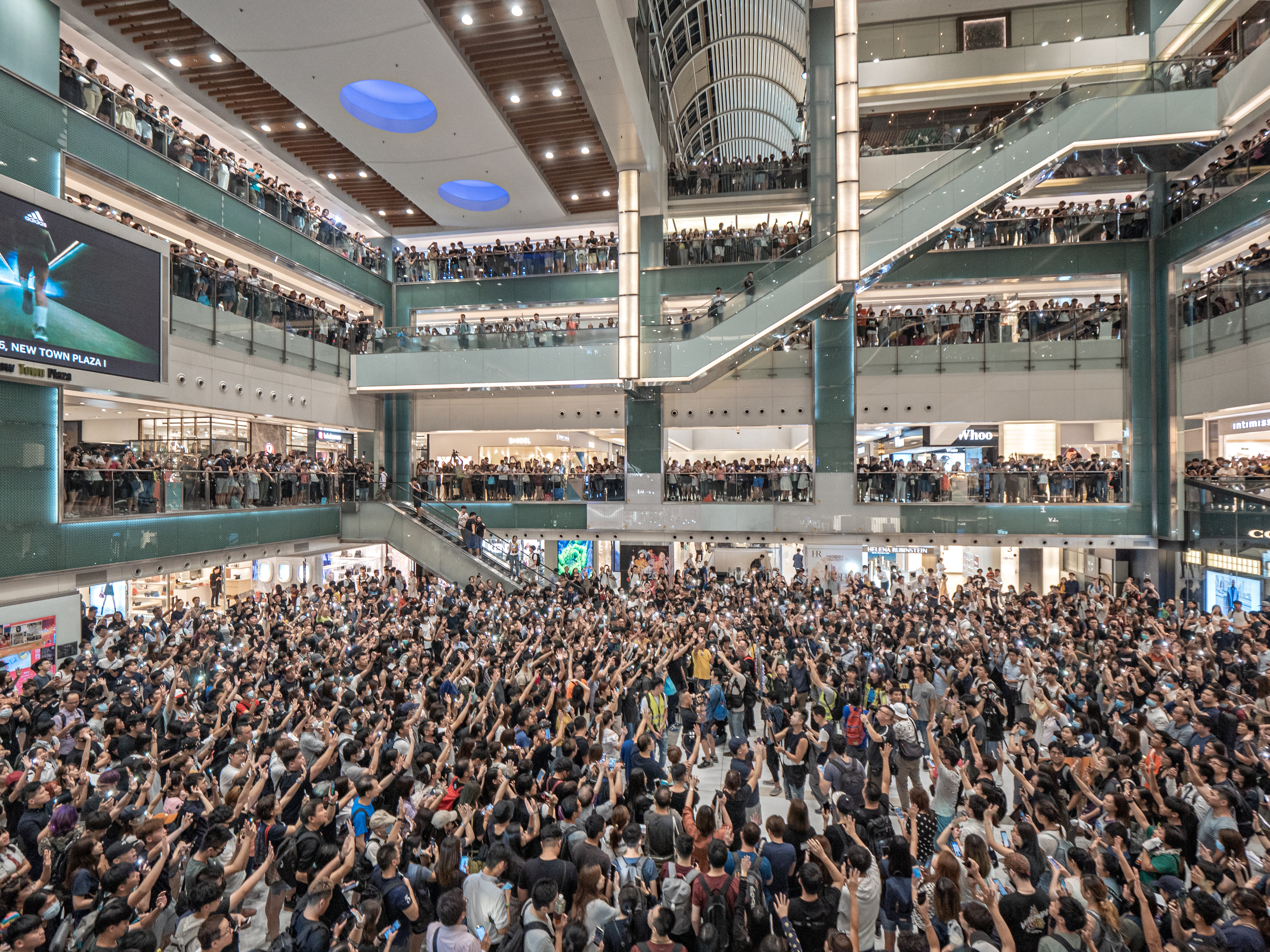
Близько 1000 людей співають пісню «Слава Гонконгу» на New Town Plaza

Пісню неодноразово співали громадяни по всьому місту. 6 вересня 2019 року 200 людей взяли участь у сидячій демонстрації на станції Принца Едуарда, попросивши MTR передати кадри нападів на пасажирів, здійснених поліцією 31 серпня; окрім скандування гасел мітингувальники заспівали цей гімн та «Do You Hear The People Sing». Кілька сотень людей разом заспівали пісню на Cityplaza 9 вересня. 10 вересня вболівальники Гонконгу вперше заспівали цю пісню на матчі під час кваліфікаційного матчу Чемпіонату світу з футболу проти Ірану, освистуючи гімн Китаю. Тієї ж ночі пісню знову публічно співали великі групи в більш ніж десяти торгових центрах по всьому Гонконгу о 8:31. pm, посилання на напади поліції 31 серпня і рішення NPCSC 2014 року щодо Гонконгу, яке було оголошено 31 серпня 2014 року. 11 вересня близько 100 людей співали пісню разом на меморіальній зустрічі жертви самогубства, яка відбулася в суді Ка Шінг. Близько 500 учнів з 10 середніх шкіл району Квун Тонг, Цеунг Кван О та міського округу Коулун організували живий ланцюг, у якому вони співали пісню. Тієї ночі близько 1000 людей співали пісню разом на New Town Plaza, а також натовпи людей співали пісню в інших торгових центрах Гонконгу.